# Kevin James

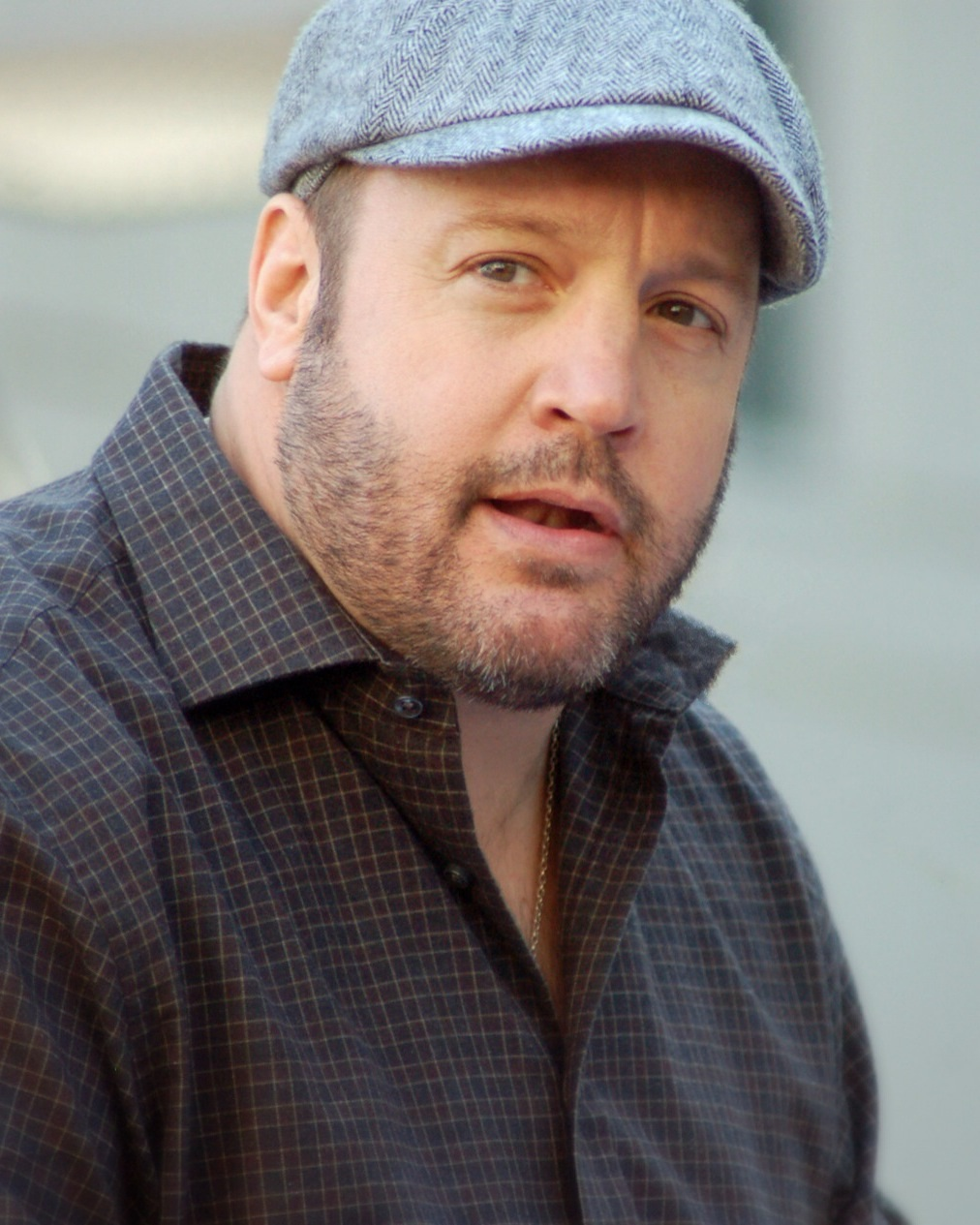
Kevin James (2011)

Kevin James (* 26. April 1965 in Mineola, Long Island, New York als Kevin George Knipfing) ist ein US-amerikanischer Schauspieler, Komiker,  Synchronsprecher und Drehbuchautor. Bekannt wurde er vor allem durch seine Darstellung des Doug Heffernan in der Sitcom King of Queens.

## Leben und Karriere
Kevin James, der deutsche Vorfahren hat, wurde als Kevin George Knipfing in Mineola, New York geboren. Er wuchs in Stony Brook, Long Island, auf. Dort besuchte er die Ward Melville High School, wo er unter anderem mit dem späteren Profi-Wrestler Mick Foley im selben Ringer-Team trainierte. Anschließend besuchte James die Cortland-Universität, die er jedoch ohne Abschluss verließ. Dort spielte er als Runningback im Footballteam, während er Sportmanagement studierte. Nach drei Jahren Studium entschloss er sich, eine Schauspielschule zu besuchen. Nachdem er eine Rolle in einer Komödie bekommen hatte, schloss er sich der Stand-up-Comedy-Gruppe seines Bruders Gary Valentine an.
Nach elf Jahren in diesem Bereich traf er in der Show Comedy Circuit auf Ray Romano. Während dieser mit seiner Sitcom großen Erfolg feierte, wurde James bei Star Search entdeckt. Nach einem Auftritt in der Tonight Show hatte er 1996 seinen Durchbruch beim Montreal Comedy Festival. Er erhielt eine Gastrolle in Romanos Sitcom Alle lieben Raymond.

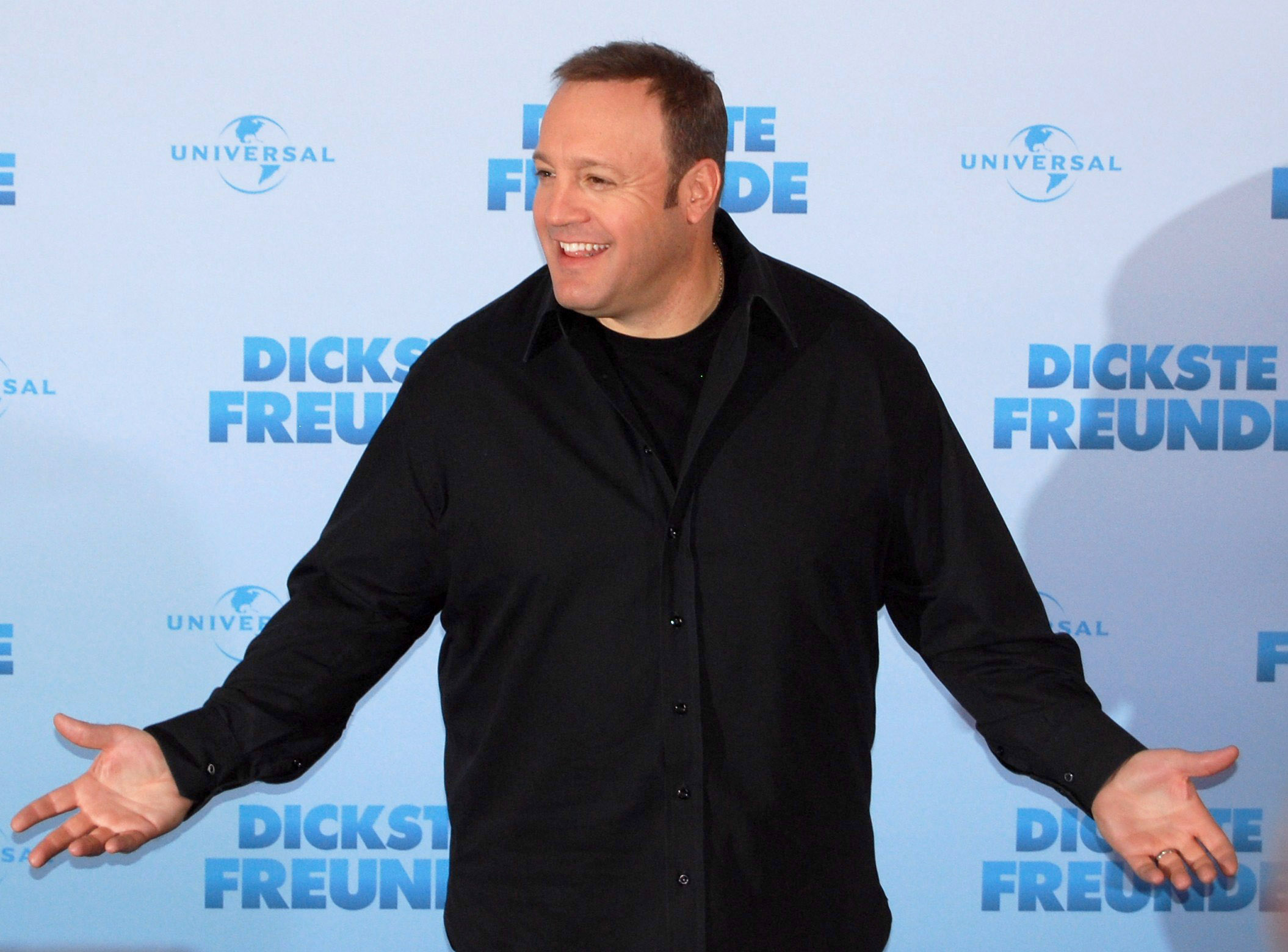
James bei der Videopremiere von Dickste Freunde in Berlin, 2011

1998 bekam er mit King of Queens eine eigene Sitcom, in der sein Bruder Gary Valentine seinen Cousin spielte. Gleichzeitig tourte er mit einer Stand-up-Comedy-Show durch die Vereinigten Staaten. 2005 hatte er sein Filmdebüt mit Hitch – Der Date Doktor. Neben der Schauspielerei arbeitet James als Drehbuchautor, Regisseur und Produzent. Nach rund neun Jahren endete King of Queens 2007 mit der neunten Staffel. Die Dreharbeiten zu Der Kaufhaus Cop begannen im Frühjahr 2008, im Jahr darauf kam der Film in die deutschen Kinos. James war dabei nicht nur Schauspieler, sondern auch Produzent und Drehbuchautor. 2011 folgte die Komödie Der Zoowärter und 2015 Der Kaufhaus Cop 2. James wird für die deutschen Fassungen von Thomas Karallus synchronisiert. Von 2016 bis 2018 war er erneut im Fernsehen zu sehen und übernahm die tragende Rolle in Kevin Can Wait. 2021 folgte die Serie The Crew.
2020 wurde James im Thriller-Drama Becky entgegen seiner üblichen Rollen besetzt und spielte einen brutalen Mörder.
Seit Anfang 2017 hat Kevin James einen eigenen Kanal auf YouTube, auf dem er seit Februar 2020 Inhalte hochlädt, insbesondere Kurzfilme.

## Privatleben
2004 heiratete Kevin James seine langjährige Freundin Steffiana De La Cruz, die mehrere Gastauftritte in King of Queens und einen Kurzauftritt in Der Kaufhaus-Cop hatte. Nach Wohnorten in Manhattan Beach (bis 2013) und Delray Beach leben sie seit 2022 in New York. Ende September 2005 kam ihre erste Tochter zur Welt, Mitte Juni 2007 wurde eine weitere Tochter geboren und im April 2011 ein Sohn. Im Januar 2015 folgte die dritte Tochter. James spielt Golf und ist ein großer Fan des Football-Klubs New York Jets sowie des Baseball-Klubs New York Mets.

## Filmografie (Auswahl)

### Filme

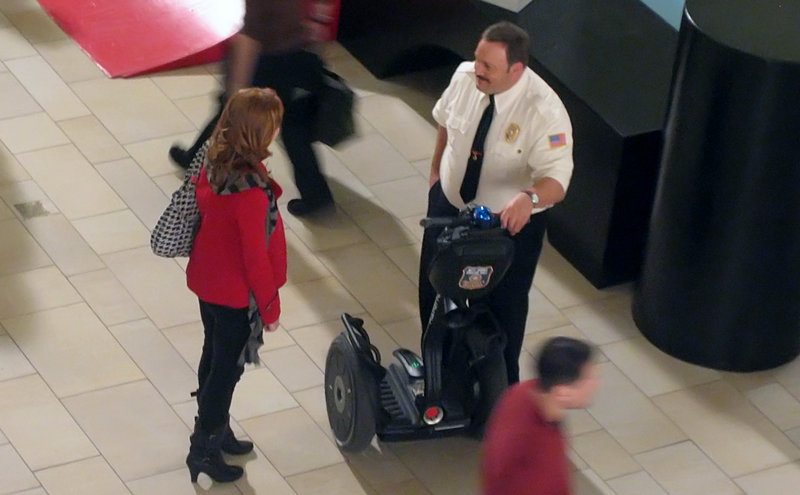
James bei Dreharbeiten zu Der Kaufhaus Cop (2009)

- 2004: 50 erste Dates (50 First Dates)
- 2005: Hitch – Der Date Doktor (Hitch)
- 2006: Verbraten und Verkauft (Grilled)
- 2007: Chuck und Larry – Wie Feuer und Flamme (I Now Pronounce You Chuck & Larry)
- 2008: Leg dich nicht mit Zohan an (You Don’t Mess with the Zohan)
- 2009: Der Kaufhaus Cop (Paul Blart: Mall Cop, auch Drehbuch und Produktion)
- 2010: Kindsköpfe (Grown Ups)
- 2011: Dickste Freunde (The Dilemma)
- 2011: Der Zoowärter (Zookeeper)
- 2012: Das Schwergewicht (Here Comes The Boom)
- 2013: Kindsköpfe 2 (Grown Ups 2)
- 2015: Der Kaufhaus Cop 2 (Paul Blart: Mall Cop 2)
- 2015: Little Boy
- 2015: Pixels
- 2016: Die wahren Memoiren eines internationalen Killers (True Memoirs of an International Assassin)
- 2017: Sandy Wexler
- 2020: Becky
- 2020: Hubie Halloween
- 2022: Home Team
- 2025: Guns Up

### Fernsehserien
- 1991: Versteckte Kamera (Candid Camera)
- 1996–1999: Alle lieben Raymond (Everybody Loves Raymond, 8 Episoden)
- 1997: Cosby (Episode 3x09)
- 1998–2007: King of Queens (The King of Queens, 207 Episoden)
- 1999: Martial Law – Der Karate-Cop (Martial Law, Episode 1x19)
- 1999: Becker (Episode 1x20)
- 2001: Arli$$ (Episode 6x06)
- 2015: Liv und Maddie (Liv and Maddie, Episode 2x16)
- 2016–2018: Kevin Can Wait (48 Episoden)
- 2021: The Crew

## Synchronsprecher
- 2002: Roberto Benigni’s Pinocchio (Roberto Benigni’s Pinocchio, Stimme)
- 2006: Monster House (Monster House Stimme)
- 2006: Der tierisch verrückte Bauernhof (Barnyard, Stimme)
- 2012: Hotel Transsilvanien (Hotel Transylvania, Stimme von Frankenstein)
- 2015: Hotel Transsilvanien 2 (Hotel Transylvania 2, Stimme von Frankenstein)
- 2018: Hotel Transsilvanien 3 – Ein Monster Urlaub (Hotel Transylvania 3: Summer Vacation, Stimme von Frankenstein)